# Talbereich des Sonnenborn-, Borns- und Welschbach
Koordinaten: 51° 34′ 1″ N, 8° 17′ 20″ O
Das Naturschutzgebiet Talbereich des Sonnenborn-, Borns- und Welschbach (sic!) liegt auf dem Gebiet der Gemeinde Anröchte im Kreis Soest in Nordrhein-Westfalen. Das Gebiet erstreckt sich zum größten Teil auf dem Gebiet des Ortsteils Waltringhausen, westlich der B 55 und des Hauptortes Anröchte, zwischen der südlich unmittelbar angrenzenden Soester Straße (L 747) und dem nördlich unmittelbar angrenzenden Ortsteil Klieve in mehreren Bachtälern (Schledden). Durch das Gebiet führen zwei Wege, darunter der Annenborn (K 64).

## Bedeutung
Für Anröchte ist seit 1997 das 36,00 ha große Gebiet auf der nördlichen Abdachung des Haarstrangs unter der Schlüsselnummer SO-045 als Naturschutzgebiet ausgewiesen.